# Europees netwerk van transmissiesysteembeheerders voor gas
Het Europees netwerk van transmissiesysteembeheerders voor gas (ENTSO-G) vertegenwoordigt 45 gastransmissienetbeheerders (TSO's) uit 26 landen in Europa. 
ENTSO-G werd op 1 december 2009 opgericht door 31 TSO's uit 21 Europese landen. De oprichting van ENTSO-G is begonnen met de goedkeuring van het derde wetgevingspakket van de Europese Unie voor de gas- en elektriciteitsmarkt. Het heeft tot doel de voltooiing en de grensoverschrijdende handel in gas op de Europese interne markt en de ontwikkeling van het Europese aardgasvervoersnet te bevorderen. Volgens het derde energiepakket is ENTSO-G verplicht om een EU-breed tienjarig ontwikkelingsplan voor gasnetwerken te ontwikkelen. Door de oorlog in Oekraïne pasten de Europese transmissiesysteembeheerders hun investeringsbeleid aan, in nauw overleg met Europese Unie, om meer vloeibaar gas te kunnen transporteren.

## Leden
ENTSO-G bestaat uit 45 TSO's en 2 geassocieerde partners uit 26 landen:
| Land                | TSO's |
| ------------------- | --- |
| België              | Fluxys |
| Bulgarije           | Bulgartransgaz |
| Denemarken          | Energinet.dk |
| Duitsland           | bayernets, Fluxys Tenp, GASCADE Gastransport, Gastransport Nord, Gasunie Deutschland Transport Services, Gasunie Ostseeanbindungsleitung, GRTgaz Deutschland, jordgasTransport, terranets bw, Thyssengas, NEL Gastransport, Nowega, Ontras - VNG Gastransport, Open Grid Europe |
| Finland             | Gasum |
| Frankrijk           | GRTgaz, TIGF |
| Griekenland         | DESFA |
| Hongarije           | FGSZ Naturel Gas Transmission |
| Ierland             | Gaslink Independent System Operator Limited |
| Italië              | Infrastrutture Trasporto Gas, Snam, Società Gasdotti |
| Kroatië             | Plinacro |
| Litouwen            | Amber Grid |
| Luxemburg           | Creos Luxembourg |
| Nederland           | Gasunie Transport Services B.V., BBL Company |
| Oostenrijk          | Gas Connect Austria, TAG |
| Polen               | Gaz-System |
| Portugal            | REN - Gasodutos |
| Roemenië            | Transgaz |
| Slovenië            | PLINOVODI |
| Slowakije           | eustream |
| Spanje              | Enagás, Reganosa |
| Tsjechië            | NET4GAS |
| Verenigd Koninkrijk | BGE (UK) Limited, Interconnector (UK) Limited, National Grid, Premier Transmission Limited |
| Zweden              | Swedegas |

| Land    | Geassocieerde TSO's |
| ------- | ------------------- |
| Estland | Elering             |
| Letland | Latvijas Gaze       |